# Gigamic

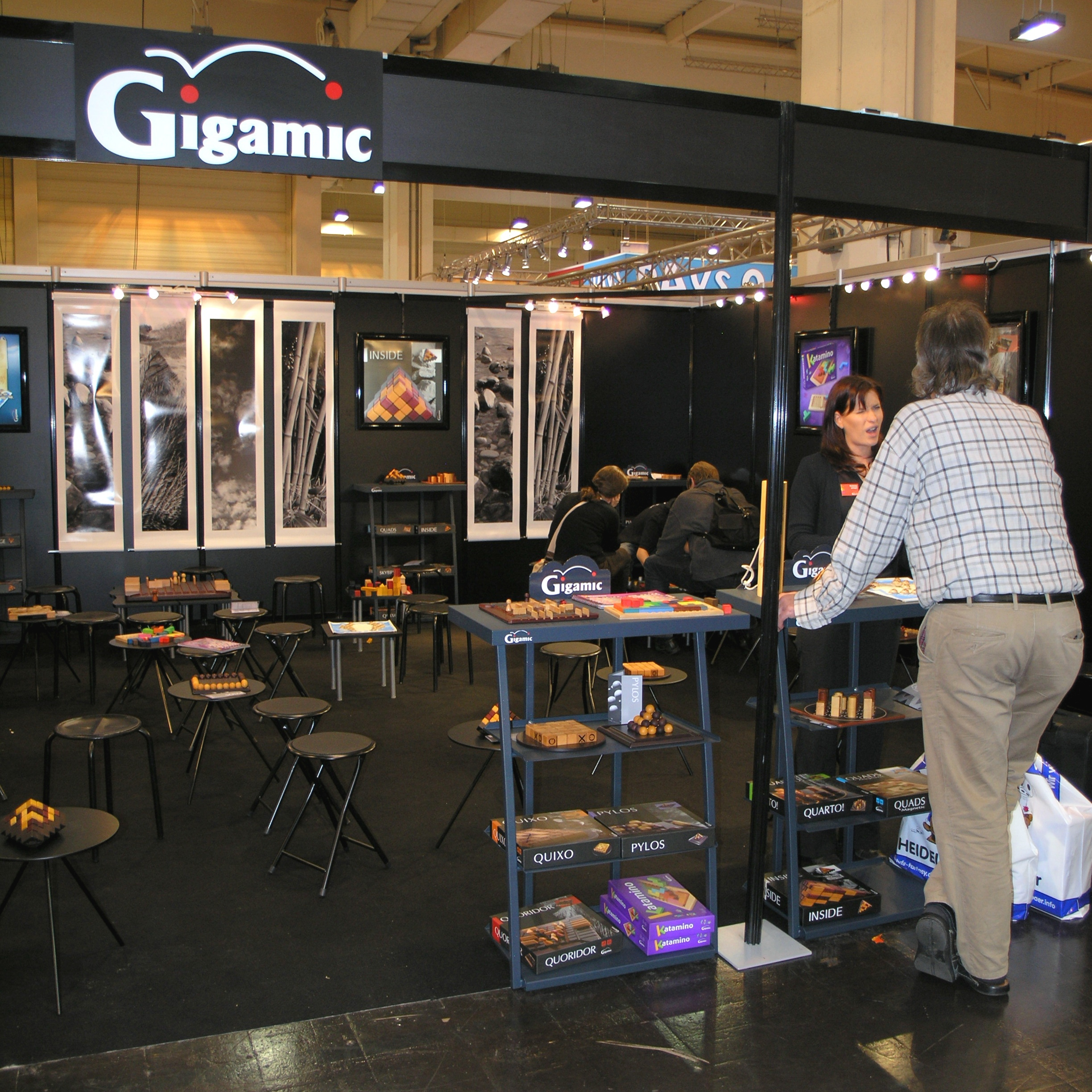
Gigamic stand in Essen 2008

Gigamic is een Franse spellenfabrikant, die ook in Nederland en België spellen uitbrengt.

## Assortiment
In het Gigamic assortiment bevinden zich de volgende spellen:
- Pylos (variant: Pylos Mini)
- Quarto (variant: Quarto Mini)
- Quoridor (variant: Quoridor Mini) (variant: Quoridor Kid)
- Quixo (variant: Quixo Mini)
- Quads
- Gobblet
- Inside
- Tortuga (variant: Tortuga Deluxe)
- Katamino (variant: Katamino Deluxe)
- Batik (variant: Batik Kid)
- Skybridge
- Marrakech
- Eclipse
- Wazabi
- Rok
- Splash Attack
- Sputnik
- Winomino
- Kwazooloo